# 4740 Veniamina
4740 Veniamina eller 1985 UV4 är en asteroid i huvudbältet som upptäcktes den 22 oktober 1985 av den sovjetisk-ryska astronomen Ljudmila Zjuravljova vid Krims astrofysiska observatorium på Krim. Den är uppkallad efter upptäckarens bror, Veniamin V. Somov.
Asteroiden har en diameter på ungefär 11 kilometer.